# سداد إبراهيم آل حسيني
سداد إبراهيم آل حسيني (بالإنجليزية: Sadad Ibrahim Al Husseini)‏ هو خبير سعودي بارز في صناعة النفط والغاز. يشتهر على نطاق واسع بإنجازاته خلال فترة عمله في شركة أرامكو السعودية بصفته نائب الرئيس التنفيذي الأول للاستكشاف والإنتاج، وعمله الحالي في مجال عرض المخاطر الجانبة؛ التي أشارت إليها صحيفة نيويورك تايمز بأنها «واحد من أكثر رجال النفط احتراما وإنجازا في العالم».

## ملخص
ويعود الفضل في إطلاق تحديث الحقل وإدارة المستودعات الحديثة وتطوير حقول النفط العملاقة في المملكة العربية السعودية، وتطوير معايير الشركة للحفر، والبيئية، وسلامة المنبع، واكتشاف وتطوير مستودعات النفط والغاز القديمة، اكتشاف حقول النفط والمكثفات في البحر الأحمر، والبدء في برامجها المهنية المتقدمة من الدرجة الأولى والمتخصصين، وتطوير قدراتها الرائدة في مجال نمذجة والخزانات في مركزها الاستكشافي وهندسة البترول. في عام 1988، أطلق برنامج أرامكو لإنتاج 3.5 مليون برميل من الطاقة الإنتاجية، وفي عام 1990، نتيجة للغزو العراقي للكويت، قاد فريق أرامكو الذي أعاد تنشيط الطاقة العقلية وبالتالي زيادة إنتاج المملكة من النفط من 5 ملايين برميل. إلى 8.5 مليون برميل في غضون ستة أشهر. في عام 1994، أطلق برنامج التكثيف السعودي غير المرتبط بالتنقيب عن الغاز والذي زاد من احتياطيات المملكة من الغاز غير المصاحب بمقدار 30 تريليون قدم مكعب في غضون 4 سنوات.
في عام 1996، تم استدعاء الحسيني من قبل جلالة الملك عبد الله بن عبد العزيز لتقديم الدعم الاستشاري لقيادة المملكة لغرض توسيع اقتصادها من خلال استغلال أوسع لاحتياطيات الغاز المؤكدة. وقد توج هذا بمبادرة المملكة للغاز الطبيعي في عام 1999، التي دعت شركات النفط العالمية للمشاركة في تطوير خزانات الغاز غير المرتبطة بالمملكة وتوسيع قطاعات توليد الطاقة وتحلية المياه والبتروكيماويات. بعد تقاعده من شركة أرامكو السعودية عام 2004، شارك الدكتور الحسيني في تأسيس ورئيس شركة الحسيني للطاقة، وهي شركة متخصصة في استشارات النفط والغاز في البحرين والمملكة العربية السعودية.
في 30 يوليو 2018، قال الحسيني، "بدلاً من السماح لهذه المناورات العدائية بالمرور دون أن يلاحظها أحد في العالم، وضع وزير الطاقة السعودي (إيران) تخريب إيران على الاقتصاد العالمي بأسره تحت الأضواء ليراها الجميع، "إن الاستيلاء على ميناء الحديدة سوف يقطع شوطاً طويلاً نحو وضع حد لهذه الاضطرابات".

## حياته السابقة
ولد الدكتور سداد الحسيني في دمشق عام 1946. إبراهيم عبد الرحمن الحسيني كان والده قيادي سوري بارز وعضو في القيادة العسكرية والسياسية السورية حتى عام 1957. التحق الحسيني بالتعليم الابتدائي والثانوي في مدرسة نوتردام الدولية في روما، إيطاليا بين عامي 1955 و 1964. وانتقل هو وعائلته إلى المملكة العربية السعودية في عام 1961. عندما دعا الملك فيصل بن عبد العزيز العقيد إبراهيم الحسيني إلى تقديم المشورة إلى مجلس الوزراء السعودي بشأن مسائل الأمن القومي ودعم الأمير عبد الله بن عبد العزيز آل سعود كمستشار خاص له في إنشاء الحرس الوطني السعودي الحديث.

## ويكيليكس
في 8 فبراير 2011 نشرت صحيفة الجارديان البرقيات الأمريكية من المملكة العربية السعودية التي حصلت عليها ويكيليكس. استندت الكابلات إلى محادثة نُسبت إلى الدكتور سداد الحسيني في عام 2007 زعمت أن الدكتور الحسيني يعتقد أن احتياطيات أرامكو مبالغ فيها بما يصل إلى 300 مليار برميل. اكتسبت القصة جرًا في الصحافة وتسببت في أضرار جسيمة لسمعة الدكتور الحسيني داخل المملكة. أكد الدكتور سداد الحسيني على أن الكبل الأمريكي قد أساء بشكل كبير تفسير رأيه وأن التقرير كان مليئًا بالأخطاء والأخطاء بما في ذلك اقتباس أرقام الموارد كأرقام احتياطية. في وقت لاحق، نشرت شركة الدكتور سداد الحسيني بيانًا صحفيًا في 9 فبراير 2011 ردًا على الأخطاء الكبيرة في الكبل وأوضحت موقف الدكتور سداد من احتياطيات المملكة العربية السعودية وقدراتها الإنتاجية.